# Wieleń Północny (gmina)
Wieleń Północny – dawna gmina wiejska istniejąca w latach 1945–54 i 1973–76 w woj. poznańskim, a następnie w woj. pilskim (dzisiejsze woj. wielkopolskie). Siedzibą władz gminy był Wieleń Północny (obecnie dzielnica Wielenia).
Gmina Wieleń Północny powstała po II wojnie światowej (1945) na terenie tzw. Ziem Odzyskanych (tzw. III okręg administracyjny – Pomorze Zachodnie). 25 września 1945 gmina – jako jednostka administracyjna powiatu trzcianeckiego – została powierzona administracji wojewody poznańskiego, po czym z dniem 28 czerwca 1946 została przyłączona do woj. poznańskiego, wchodząc równocześnie w skład nowo utworzonego powiatu pilskiego.
Według stanu z 1 lipca 1952 gmina składała się z 9 gromad: Folsztyn, Herburtowo, Kałądek, Kuźniczka, Marianowo, Mniszek, Nowe Dwory, Wieleń Północny i Zielonowo. Gmina została zniesiona 29 września 1954 wraz z reformą wprowadzającą gromady w miejsce gmin.
Jednostkę reaktywowano 1 stycznia 1973 w (przywróconym w 1959) powiecie trzcianeckim w tymże województwie (miasto Wieleń znajdowało się w powiecie czarnkowskim). 1 czerwca 1975 gmina weszła w skład nowo utworzonego woj. pilskiego. 1 stycznia 1977 gmina została zniesiona przez połączenie z dotychczasową gminą Wieleń w nową gminę Wieleń.